# Scorpion (arme de siège)
Pour les articles homonymes, voir Scorpion (homonymie).
Le scorpion ou scorpio (lanceur de flèche) était une pièce d’artillerie névrobalistique romaine apparue en 50 av. J.-C., et consistant en une version moderne et plus petite de la baliste développée au cours de l'époque grecque classique. D’origine probablement grecque (avec une arme à répétition comme le Polybolos, plus ancien d'au moins trois siècles et inventé par le grec Dionysius d'Alexandrie) puis adoptée et utilisée à grande échelle par les légions romaines, elle a été décrite en détail par Vitruve, avec la dernière innovation majeure qui était la cheiroballista (en). À la différence d'un arc qui fonctionne grâce à la torsion de ses bras, le scorpion utilisait un système de ressort de torsion comme axe de chaque branche, permettant d'obtenir une très grande puissance pour les bras et donc une grande vitesse d'éjection pour les flèches. Cette arme remarquable par sa précision et sa puissance était  particulièrement redoutée par les ennemis de l’Empire romain. 

## Mécanisme
La puissance de torsion du scorpion pouvait être réglée en quatre points de l'arme grâce à une clé spéciale pour en augmenter la portée, la puissance ou la précision.
Le scorpion est une petite arme, davantage une arme de tireur d'élite qu’un engin de siège, et manœuvrée par une seule personne. Le scorpion est essentiellement une arbalète géante primitive, une « catapulte à flèches », probablement inventée par les Grecs, puis adoptée et utilisée sur une plus grande échelle par la légion romaine. Cette catapulte utilise un système de ressorts à torsion, ce qui permet d'obtenir une très grande puissance et donc une grande vitesse d'éjection pour les flèches.
Le poids et la vitesse du trait sont suffisants pour transpercer les boucliers ennemis et blesser leurs utilisateurs. Des personnes spécialisés dans la reconstitution ont testé la puissance de scorpions sur des mannequins de crash-test, et le pouvoir de pénétration est de trois hommes à 300 mètres.[réf. nécessaire]

## Utilisation

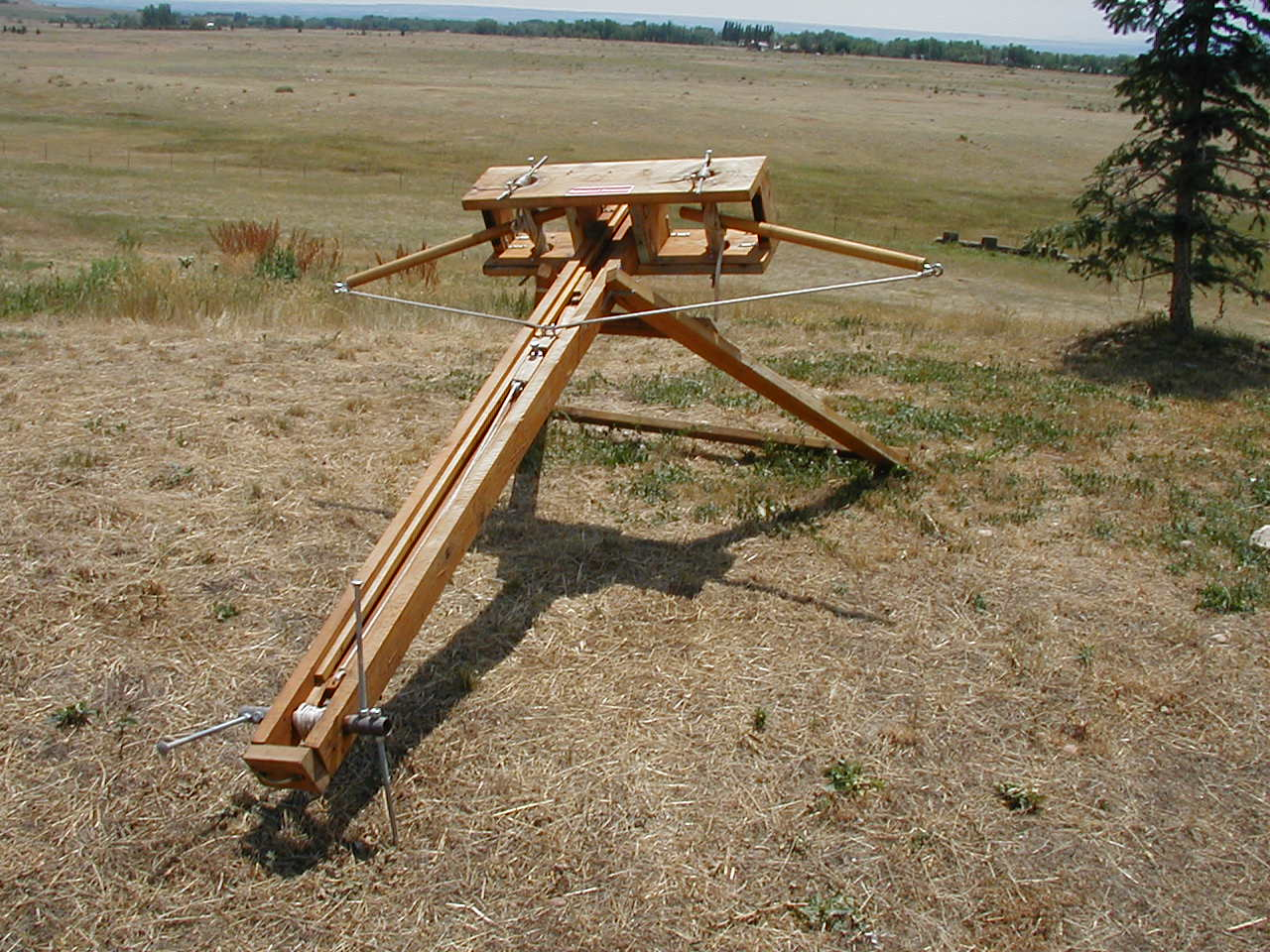
Reproduction contemporaine de baliste

Cette catapulte à flèches avait principalement deux fonctions :
- En tir tendu, c'était une arme de tireur d'élite capable jusqu'à une distance de 100 m d'abattre une cible ennemie. César, dans sa guerre des Gaules, décrit même la précision terrifiante des scorpions lors du siège d'Avaricum : c'est l'ancêtre de nos fusils de précision.
- En tir parabolique, la portée de tir est nettement plus importante (probablement jusqu'à 400 m), la cadence de tir est plus élevée (5 à 6 coups par minute, testée par des personnes spécialisés dans la reconstitution) mais la précision est bien moindre. Les scorpions sont utilisés en « batterie » au sommet d'une colline dont le flanc est protégé par la légion. Dans ce cas, il y avait 60 scorpions pouvant tirer jusqu'à 300 flèches par minute contre l'armée ennemie.

## Usage dans l'armée romaine

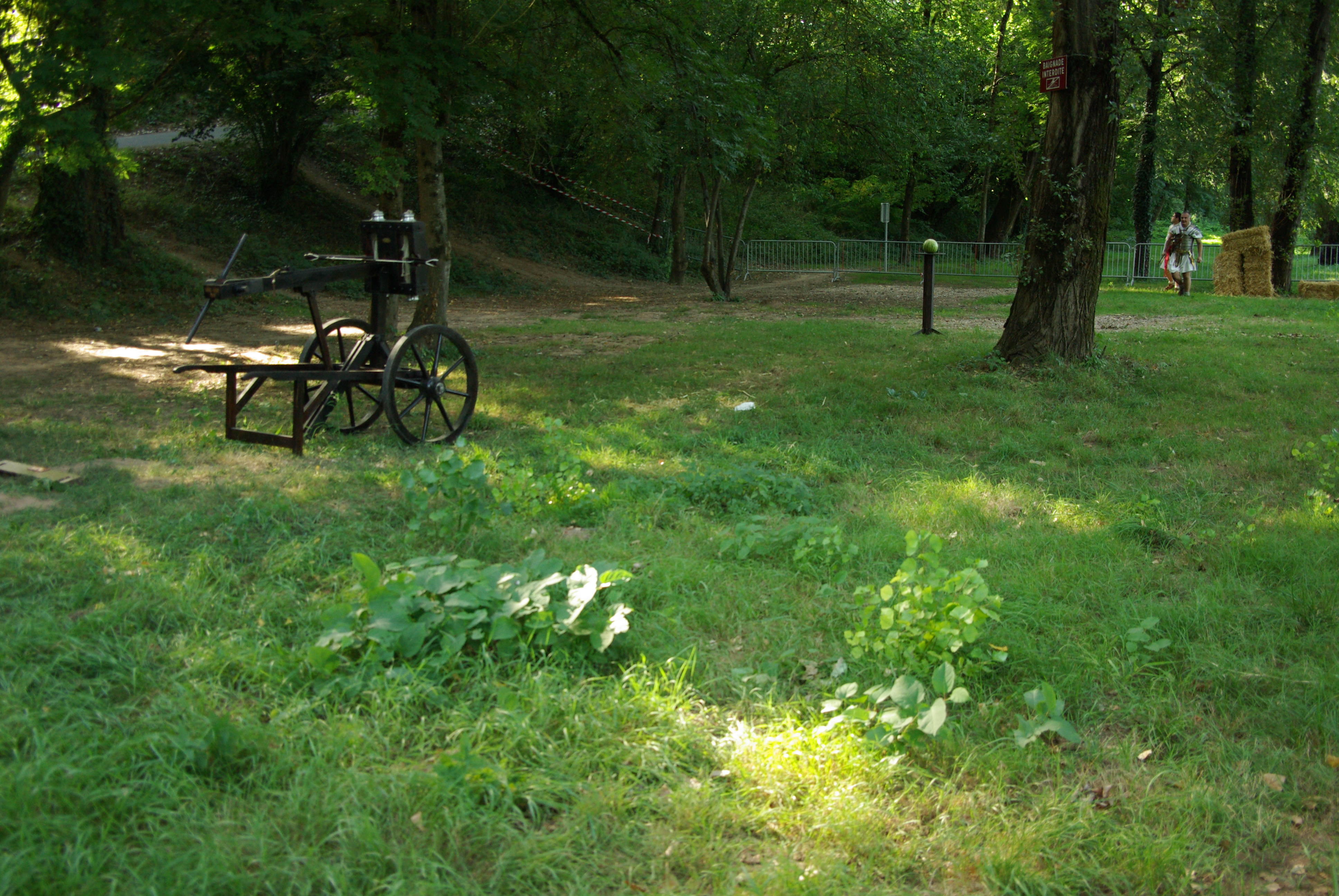
Scorpion reconstitué par la Legio VIII Augusta

Cette arme d'une précision et d'une puissance remarquables était particulièrement redoutée des ennemis de Rome.
Il y avait pendant la période républicaine tardive et sous le Haut-Empire 60 scorpions par légion (un par centurie, il y avait 60 centuries, 5 120 soldats en tout). Dans ce cas de figure ces 60 scorpions pouvaient tirer jusqu'à 300 flèches par minute sur l'armée ennemie.
La complexité de construction et de réglage et la grande sensibilité aux écarts de températures et d'humidité ont limité l'utilisation des catapultes à ressort de torsion que les Romains appelaient « tormenta ». De plus, ce type de technologie a disparu dès le haut Moyen Âge (à l'exception de l'Empire byzantin) laissant la place dès la première croisade à un nouveau type de catapulte fondé sur un système de fronde et de contrepoids qui donneront naissance aux spectaculaires trébuchet pour la projection de boulets en pierre d'un maximum de 90 kg à 300 m de distance ou des arbalètes géantes (grâce aux progrès réalisés dans le domaine de la métallurgie) pour la projection de traits géants.

## Galerie

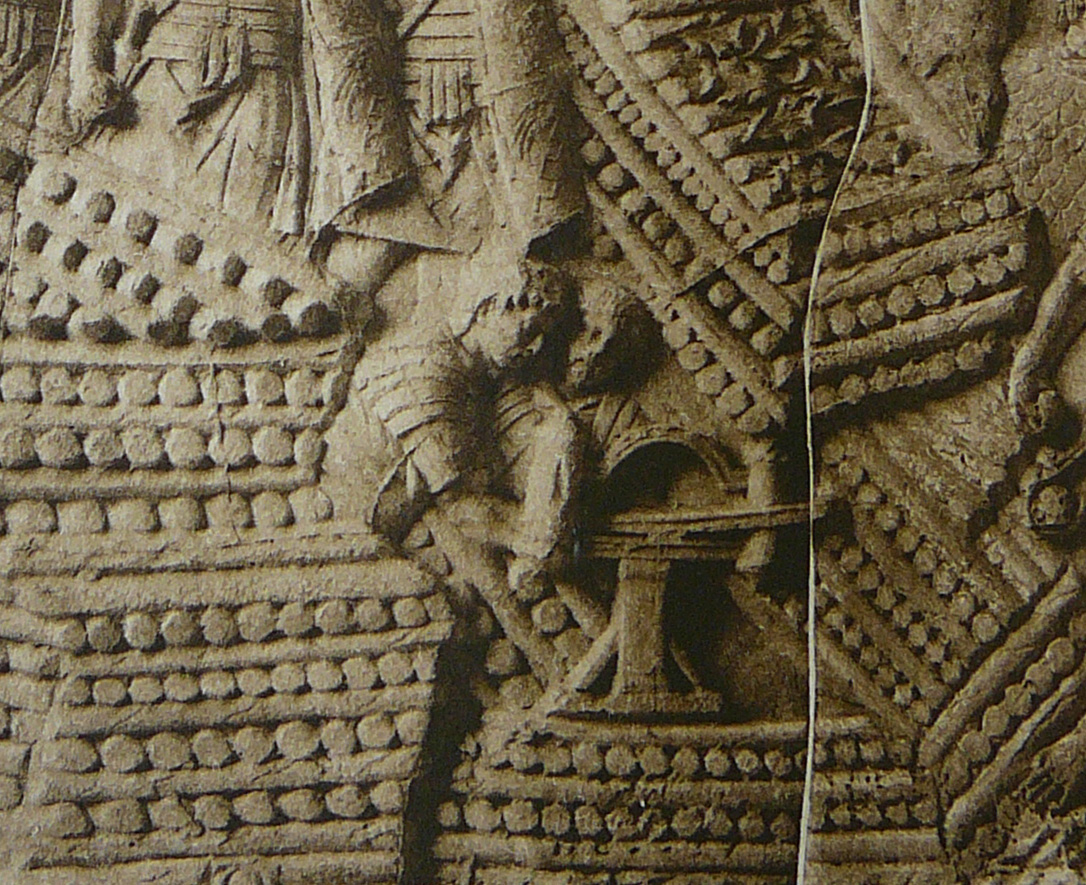
Scorpion sur des positions fortifiées
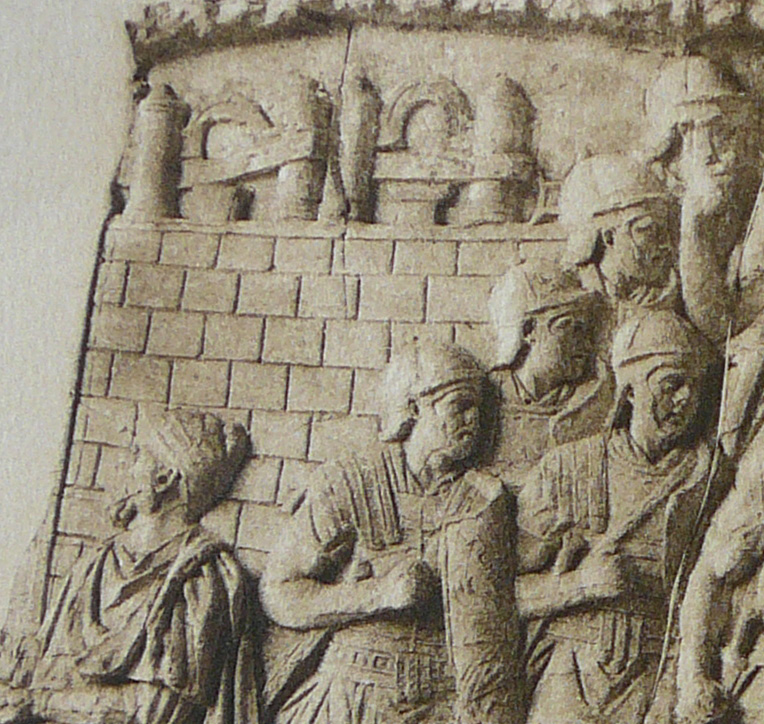
Scorpion installé sur des murs
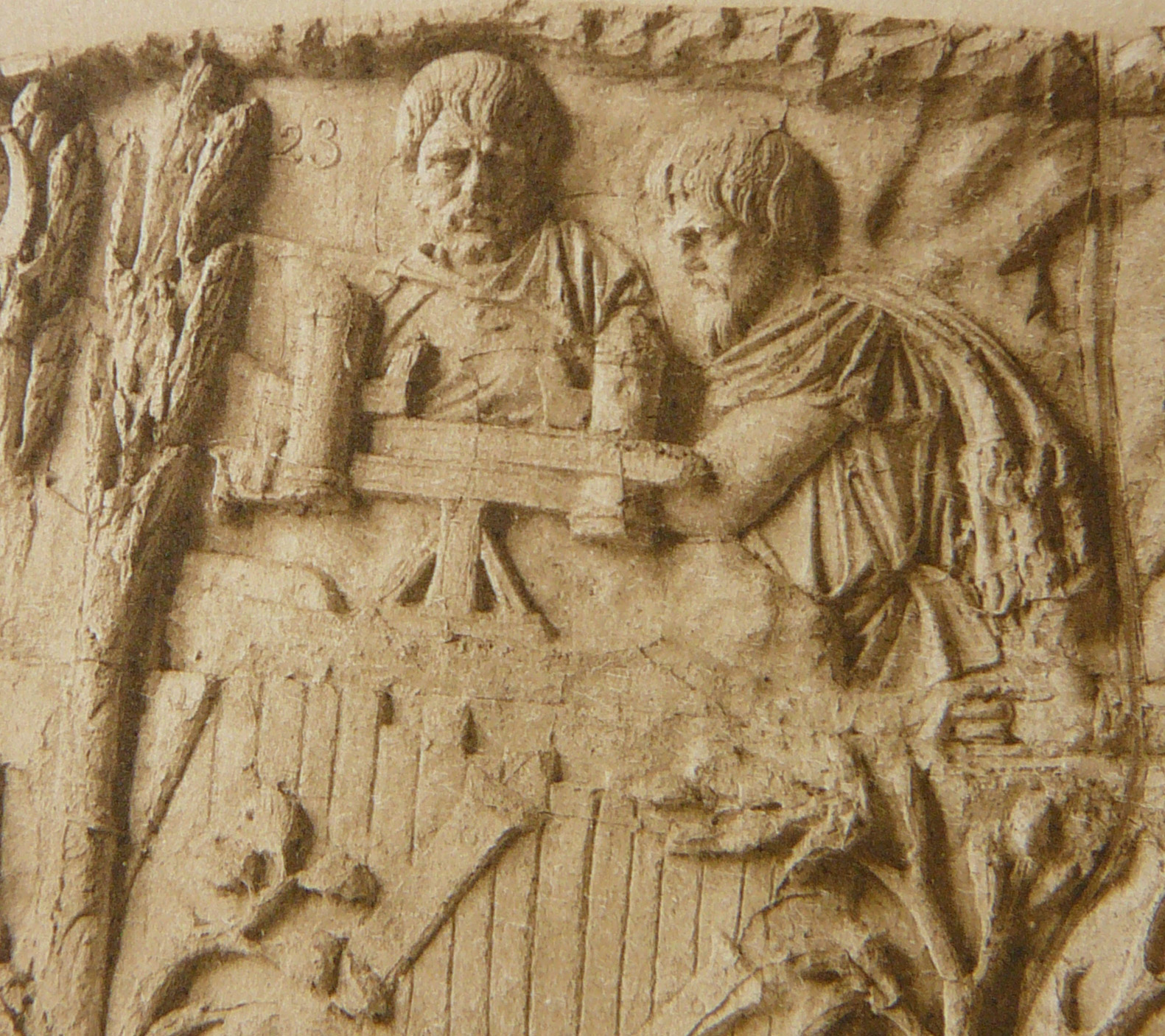
Scorpion en Dacie

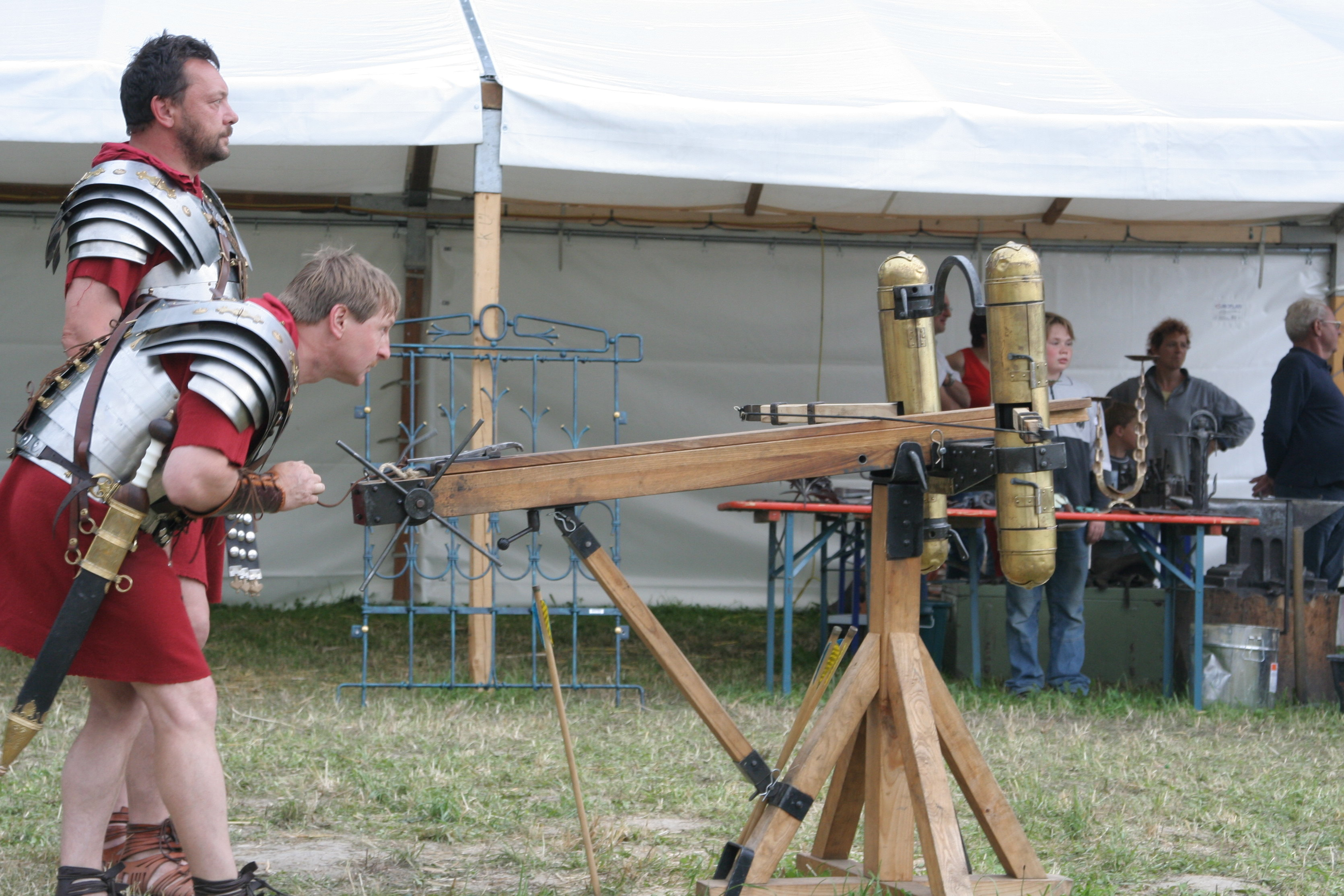
Reconstitution moderne
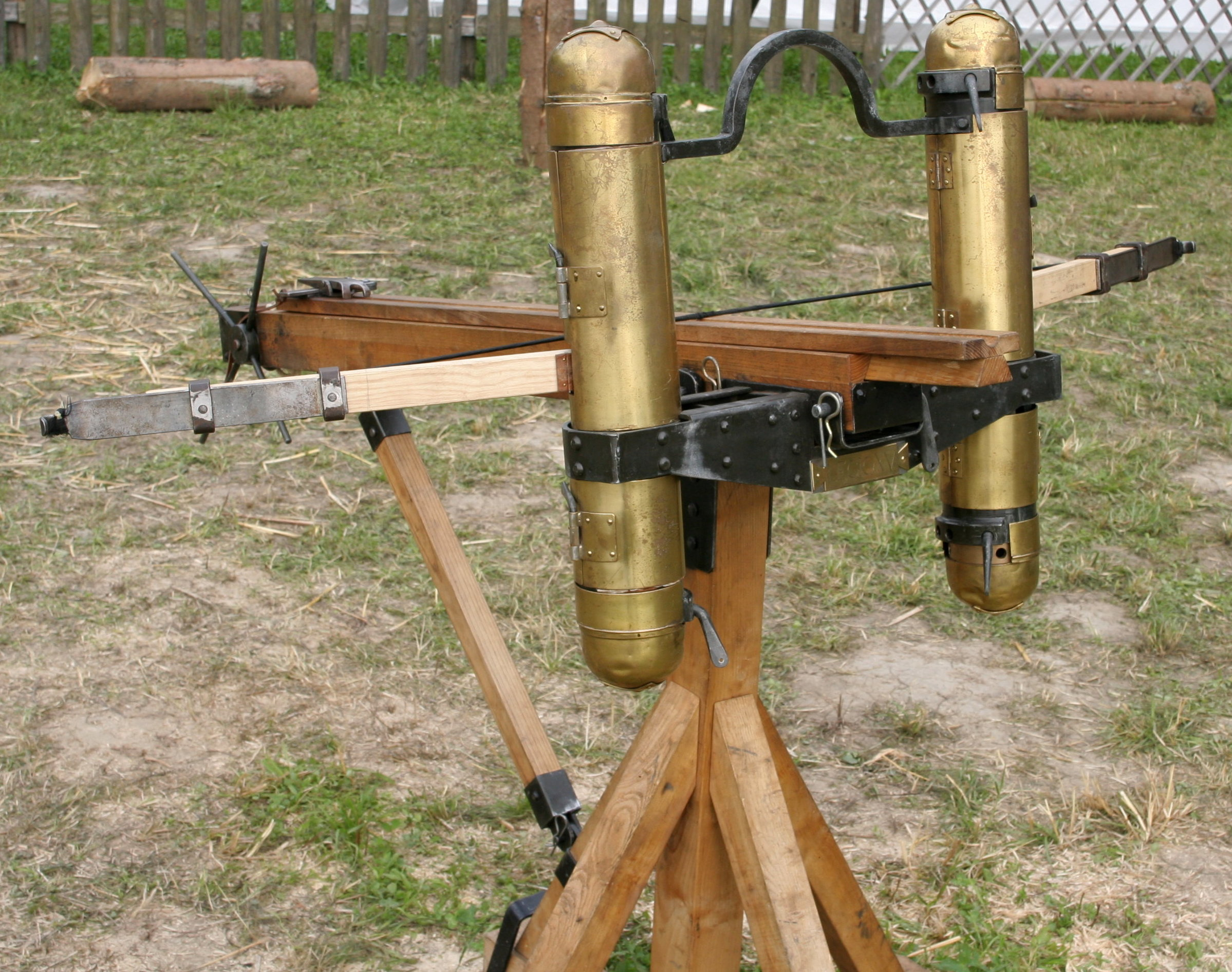
Autre reconstitution
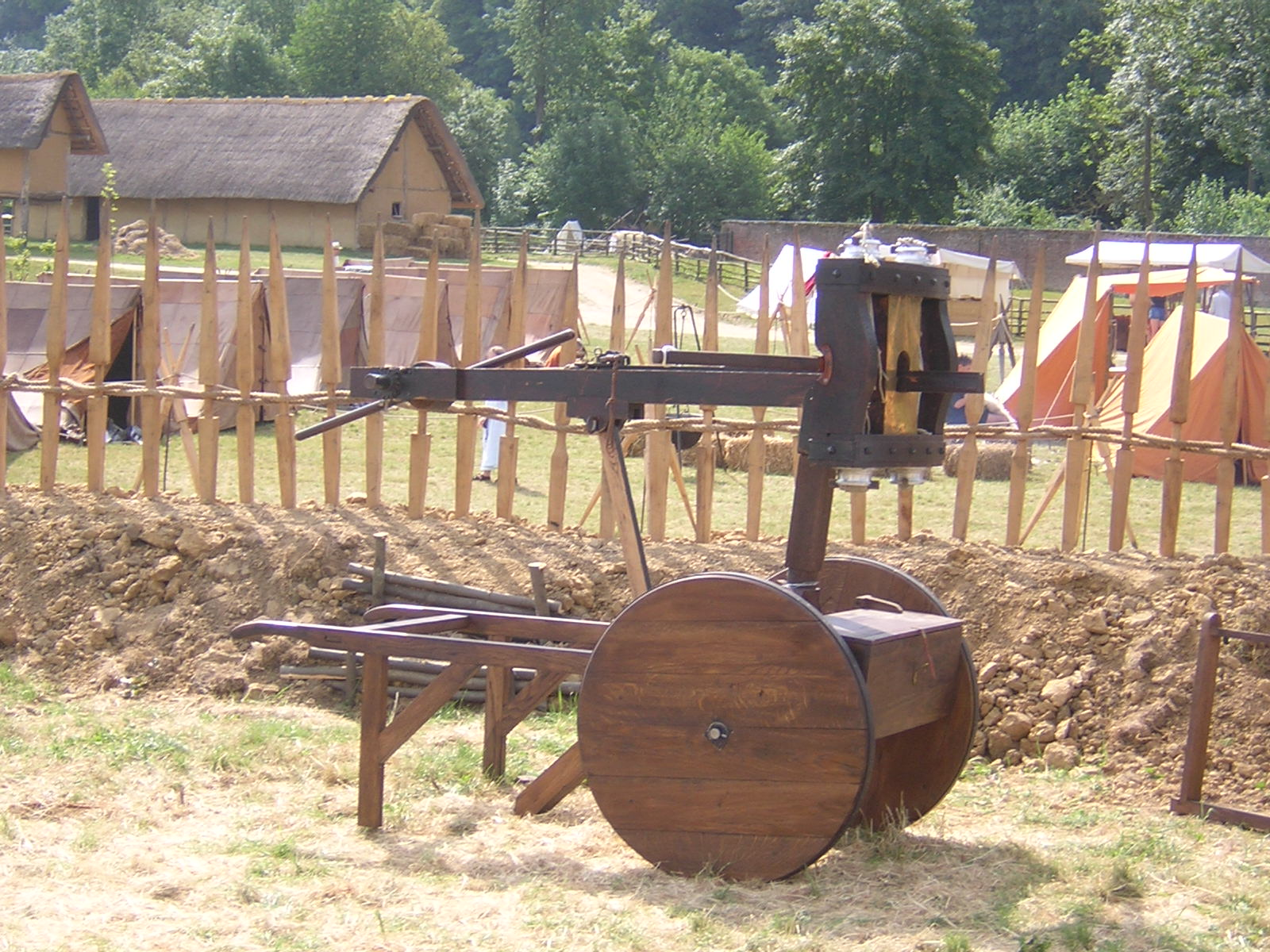
Scorpion à roue ou carrobaliste